# Зельбер Вульф
«Зельбер Вульф» (нім. Selber Wölfe) — хокейний клуб із міста Зельб, Німеччина. Заснований у 1953 році. Виступає у Другій Німецькій хокейній лізі.

## Історія
Клуб «Зельбер Вульф» заснований у 1953 році, до 1973 року виступав у регіональних лігах тодішньої ФРН. У 1973 році здобув право грати в Оберлізі, а в сезоні 1980/81 років дебютує у Другій Бундеслізі.
З 1987 по 2010 роки баварці виступали у нижчих дивізіонах. З 2010 по 2021 роки виступав в Оберлізі. Після перемоги в Оберлізі в сезоні 2020/21 «Зельбер Вульф» здобув право підвищитись до Другої Німецької хокейної ліги, де наразі і виступає.

## Домашня арена
Стадіон «Ніцш Арена» відкрита 10 грудня 1977 року. Арена вміщує 3983 глядачів.

## Досягнення
Оберліга
- Переможець (2): 2013/14, 2021/22